# Lysá hora (Krkonoše)
Lysá hora (německy Kahleberg) je vrchol ležící v  geomorfologickém okrsku Český hřbet v Krkonoších. Výška hory činí 1344 m. Z Rokytnice nad Jizerou míří k vrcholu sedačková lanovka až do výše 1310 m, kde se nachází její horní stanice. Lanovka je v provozu pouze v zimním období. Při velmi dobré viditelnosti je Lysá hora spolu s hřebenem Krkonoš k zahlédnutí i z Prahy z dálky 120 km.

## Charakteristika

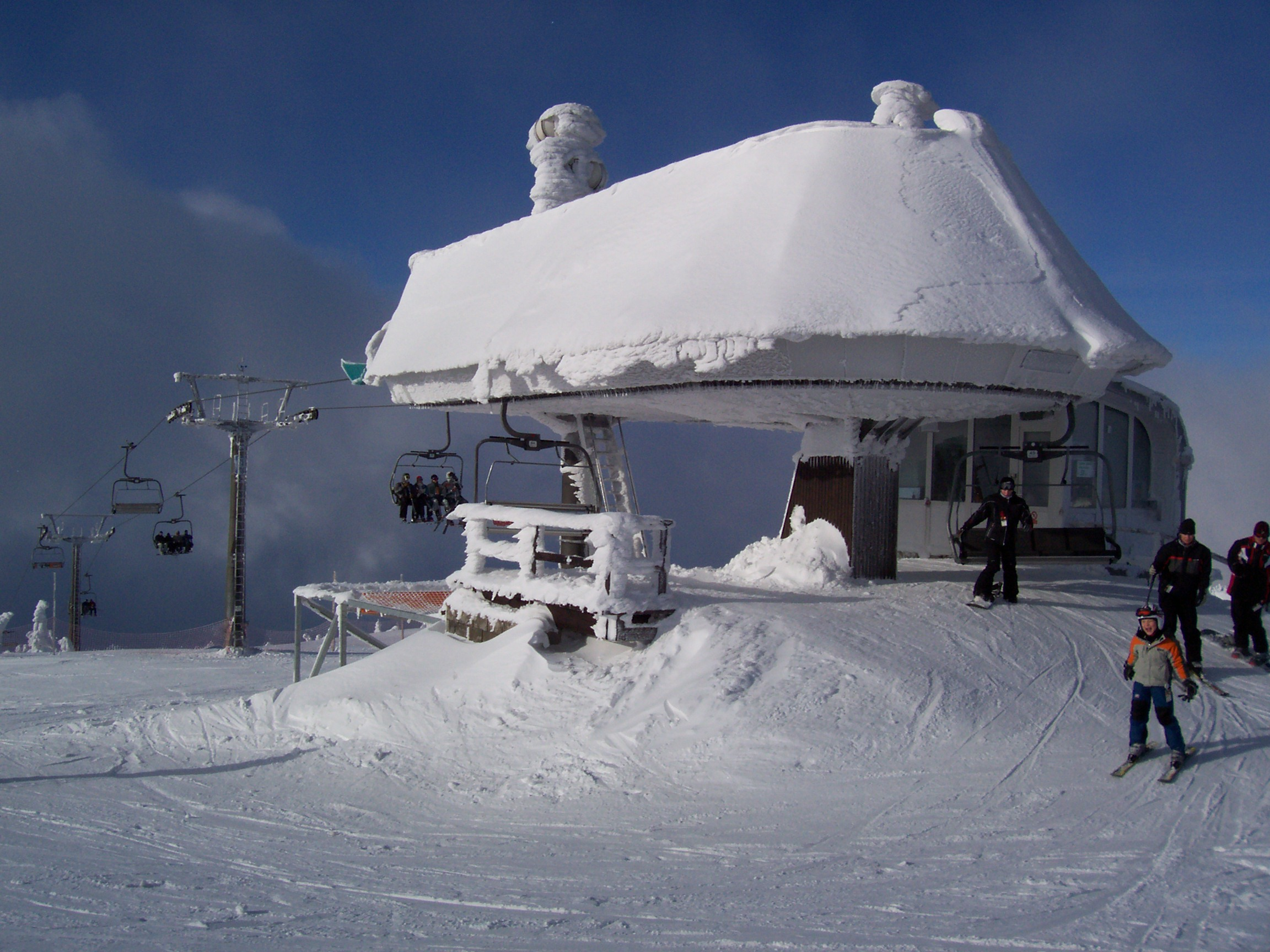
Stanice lanovky pod vrcholem v zimě

Lysá hora se nachází zhruba 4 km severovýchodně od zimního střediska Rokytnice nad Jizerou. Jedná se o kupovitou horu s plochým vrcholem ležící na západě mezi vrcholem Plešivec a horou Kotel na východní straně. Samotný vrchol, na němž je upevněn geodetický bod, je pokryt klečovým porostem s občasnými holinami, kde se rozprostírají smilkové loučky se vzácnou květenou. V nižších polohách rostou poměrně zachovalé smrkové lesy.

## Přístup
Vzhledem k tomu, že se samotný vrchol hory nachází se v klidovém území KRNAP a nevede přes něj značená turistická cesta, je přístup na něj zakázán. Pod vrchol se lze dostat v zimě lanovkou, od jejíž vrcholové stanice je vzdálen 200 metrů východním směrem. Dále vede na východ od horní stanice lanovky zimní běžecká cesta, opatřená tyčovým značením.